# 拉沙佩勒 (阿登省)
拉沙佩勒（法語：La Chapelle，法語發音：[la ʃapɛl] ⓘ）是法国大東部大區阿登省的一个市镇，属于色当区。

## 地理
拉沙佩勒（49°44'29"N, 5°0'53"E）面积7.52 平方千米，位于法国大東部大區阿登省，该省份为法国北部内陆省份，西接埃纳省，南至马恩省，东临默兹省，北与比利时接壤。
与拉沙佩勒接壤的市镇（或旧市镇、城区）包括：日沃讷、伊利、布永、巴泽耶。
拉沙佩勒的时区为UTC+01:00、UTC+02:00（夏令时）。

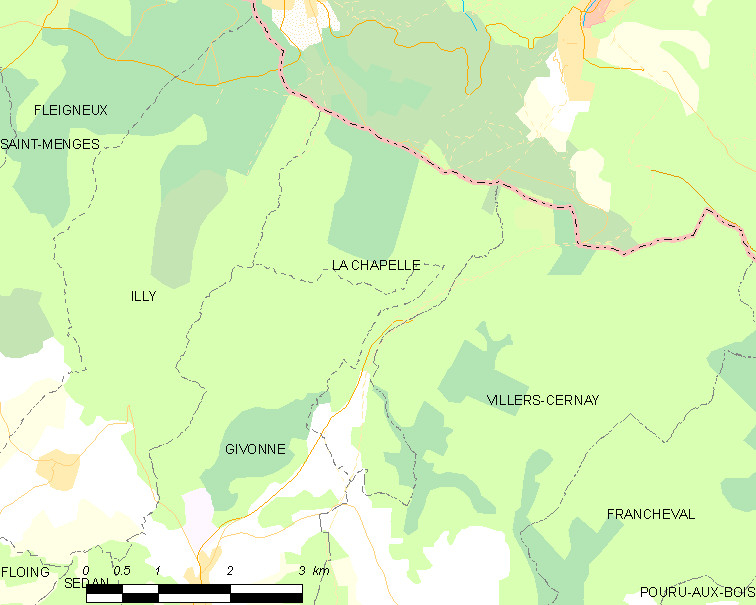
拉沙佩勒的OSM定位图

## 行政
拉沙佩勒的邮政编码为08200，INSEE市镇编码为08101。

## 政治
拉沙佩勒所属的省级选区为色当第二县。

## 人口

1962-2008年间拉沙佩勒人口变化图示

拉沙佩勒于2022年1月1日时的人口数量为163人。